# Obosum
Obosum är ett vattendrag i Ghana. Det ligger i den centrala delen av landet, 180 km norr om huvudstaden Accra.